# Koumi
Koumi (小海町?) è una cittadina giapponese della prefettura di Nagano.